# Culicoides herero
Culicoides herero är en tvåvingeart som först beskrevs av Günther Enderlein 1908.  Culicoides herero ingår i släktet Culicoides och familjen svidknott.
Artens utbredningsområde är Namibia. Inga underarter finns listade i Catalogue of Life.